# توشیه تسوکویی
توشیه تسوکویی (انگلیسی: Toshie Tsukui؛ زادهٔ ۳۰ ژوئیهٔ ۱۹۷۵) بازیکن هاکی روی چمن اهل ژاپن بود.